# Bánh bao

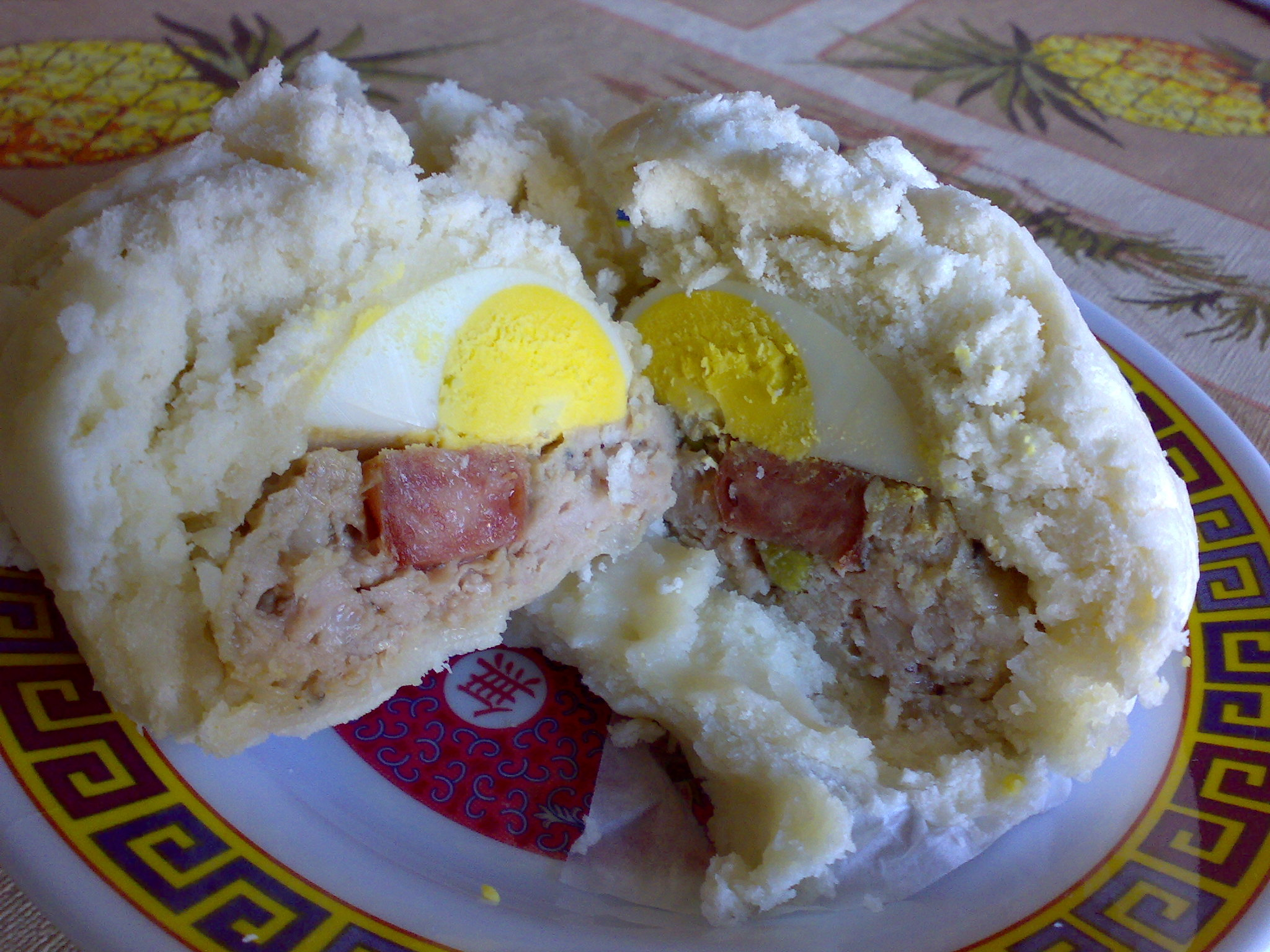
Un bánh bao cortado por la mitad, mostrando su relleno.

El bánh bao (literalmente ‘pastel cubierto’) es un dumpling vietnamita con forma de bola relleno de carne de cerdo o pollo, cebolla, huevo, champiñón y verdura. La carne suele ir picada, a veces incluye salchicha china, y se rellena con un trozo de huevo duro. Esta receta procede el baozi chino, y se encuentra en Vietnam y otros países con población vietnamita. El bánh bao suele ser más pequeño que el baozi.